# 菲律賓裔西班牙人
西班牙人，有很多人的祖先是菲律賓人。在2007年獲得雙重國籍的菲律賓人有115,362人，同時有40000菲律賓人生活在西班牙但沒西班牙公民權。

## 歷史
菲律賓人在西班牙生活最早可追溯至16世紀，當時是西班牙殖民地。現在菲律賓人是西班牙第一大亞裔族群，一些人獲得公民權。他們活躍在各行業，但主要是家庭僱工與醫療業，有些人則當教師和公務員，少數西班牙裔菲律賓人則在西班牙娛樂界和體育界活動。